# Afrika-Cup 2006/Gruppe A
| Pl. | Land           | Sp. | S | U | N | Tore    | Diff. | Punkte |
| --- | -------------- | --- | - | - | - | ------- | ----- | ------ |
| 1.  | Ägypten        | 3   | 2 | 1 | 0 | 006:100 | +5    | 07     |
| 2.  | Elfenbeinküste | 3   | 2 | 0 | 1 | 004:400 | ±0    | 06     |
| 3.  | Marokko        | 3   | 0 | 2 | 1 | 000:100 | −1    | 02     |
| 4.  | Libyen         | 3   | 0 | 1 | 2 | 001:500 | −4    | 01     |

Der Artikel gibt Auskunft über die Spiele der Gruppe A beim Afrika-Cup 2006 in Ägypten.

## Ägypten – Libyen 3:0 (2:0)
| Ägypten                                                  | Ägypten | Libyen | Libyen |
| -------------------------------------------------------- | --- | --- | ------ |
| Ägypten                                                  | \| 1. Spieltag \| \| 20. Januar um 18:00 Uhr in International Stadium (Kairo) \| \| Ergebnis: 3:0 (2:0) \| \| Zuschauer: 65.000 \| \| Schiedsrichter: Lassina Pare (Burkina Faso) \|                                                                       | \| 1. Spieltag \| \| 20. Januar um 18:00 Uhr in International Stadium (Kairo) \| \| Ergebnis: 3:0 (2:0) \| \| Zuschauer: 65.000 \| \| Schiedsrichter: Lassina Pare (Burkina Faso) \| | Libyen |
| Ägypten                                                  | Essam El-Hadary – Mohamed Abdelwahab (88. Ahmad El-Sayed), Ibrahim Said, Abdel El-Saqua, Wael Gomaa – Mohamed Shawky, Mohamed Barakat, Ahmed Hassan, Mohamed Abo Treka (75. Hassan Mostafa) – Mido, Amr Zaki (80. Emad Moteab) Cheftrainer: Hassan Shehata | Luis de Agustini – Omar Daoud, Younes Al Shibani, Mohmoud Maklouf Shafter, Osama Al Hamady – Marei Ramly, Nader Abdussalam Al Tarhouni, Abdulnaser Slil, Ahmed Saad (63. Tariq at-Ta'ib) – Salem Ibrahim Al Rewani, Jehad Muntasser (75. Meftah Ghazalla) Cheftrainer: Ilija Lončarević | Libyen |
| Ägypten                                                  | 1:0 Mido (17.) 2:0 Mohamed Abo Treka (22.) 3:0 Ahmed Hassan (78.) | | Libyen |
| Ägypten                                                  | Wael Gomaa (26.), Mohamed Abo Treka (70.), Mohamed Abdelwahab (83.) | Younes Al Shibani (21.), Omar Daoud (38.), Mohmoud Maklouf Shafter (43.), Salem Ibrahim Al Rewani (65.) | Libyen |
| Ägypten                                                  | Luis de Agustini (74.) | | Libyen |
| 1. Spieltag                                              | | |        |
| 20. Januar um 18:00 Uhr in International Stadium (Kairo) | | |        |
| Ergebnis: 3:0 (2:0)                                      | | |        |
| Zuschauer: 65.000                                        | | |        |
| Schiedsrichter: Lassina Pare (Burkina Faso)              | | |        |

## Marokko – Elfenbeinküste 0:1 (0:1)
| Marokko                                                  | Marokko | Elfenbeinküste | Elfenbeinküste |
| -------------------------------------------------------- | --- | --- | -------------- |
| Marokko                                                  | \| 1. Spieltag \| \| 21. Januar um 13:00 Uhr in International Stadium (Kairo) \| \| Ergebnis: 0:1 (0:1) \| \| Zuschauer: 6.000 \| \| Schiedsrichter: Jerome Damon (Südafrika) \|                                                                                             | \| 1. Spieltag \| \| 21. Januar um 13:00 Uhr in International Stadium (Kairo) \| \| Ergebnis: 0:1 (0:1) \| \| Zuschauer: 6.000 \| \| Schiedsrichter: Jerome Damon (Südafrika) \|                                                   | Elfenbeinküste |
| Marokko                                                  | Tarek Jarmouni – Hoalid Regragui, Talal El Karkouri, Noureddine Naybet, Badr El Kaddouri – Youssef Safri, Mohamed El Yaagoubi (85. Hicham Aboucherouane), Houssine Kharja (83. Ali Boussaboun), Youssef Chippo – Marouane Chamakh, Youssef Hadji Cheftrainer: Mohamed Fakher | Jean-Jacques Tizié – Emmanuel Eboué, Blaise Kouassi, Kolo Touré, Arthur Boka – Yaya Touré, Didier Zokora, Kanga Akalé, Emerse Faé – Didier Drogba (65. Arouna Koné), Bonaventure Kalou (77. Bakari Koné) Cheftrainer: Henri Michel | Elfenbeinküste |
| Marokko                                                  | 0:1 Didier Drogba (38., Elfmeter) | | Elfenbeinküste |
| 1. Spieltag                                              | | |                |
| 21. Januar um 13:00 Uhr in International Stadium (Kairo) | | |                |
| Ergebnis: 0:1 (0:1)                                      | | |                |
| Zuschauer: 6.000                                         | | |                |
| Schiedsrichter: Jerome Damon (Südafrika)                 | | |                |

## Libyen – Elfenbeinküste 1:2 (1:1)
| Libyen                                                   | Libyen | Elfenbeinküste | Elfenbeinküste |
| -------------------------------------------------------- | --- | --- | -------------- |
| Libyen                                                   | \| 2. Spieltag \| \| 24. Januar um 16:15 Uhr in International Stadium (Kairo) \| \| Ergebnis: 1:2 (1:1) \| \| Zuschauer: 42.000 \| \| Schiedsrichter: Shamsul Maidin (Singapur) \| | \| 2. Spieltag \| \| 24. Januar um 16:15 Uhr in International Stadium (Kairo) \| \| Ergebnis: 1:2 (1:1) \| \| Zuschauer: 42.000 \| \| Schiedsrichter: Shamsul Maidin (Singapur) \|                                                                     | Elfenbeinküste |
| Libyen                                                   | Meftah Ghazalla – Walid Ali Osman, Naji Shushan, Younes Al Shibani, Osama Al Hamady – Marei Mohamed Al Ramly (86. Khaled Hussein), Nader Abdussalam Al Tarhouni, Tariq at-Ta'ib (78. Ahmed Saad), Nader Kara – Abdesalam Kames, Jehad Muntasser (72. Salem Ibrahim Al Rewani) Cheftrainer: Ilija Lončarević | Jean-Jacques Tizié – Abdoulaye Meïté, Arthur Boka, Marco Zoro, Kolo Touré – Gilles Yapi Yapo (70. Bonaventure Kalou), Yaya Touré (88. Emerse Faé), Didier Zokora, Kanga Akalé – Arouna Koné (82. Bakari Koné), Didier Drogba Cheftrainer: Henri Michel | Elfenbeinküste |
| Libyen                                                   | 1:1 Abdesalam Kames (41.) | 0:1 Didier Drogba (10.) 1:2 Yaya Touré (74.) | Elfenbeinküste |
| Libyen                                                   | Younes Al Shibani (70.), Osama Al Hamady (86.) | Gilles Yapi Yapo (6.), Didier Zokora (47.), Didier Drogba (49.) | Elfenbeinküste |
| 2. Spieltag                                              | | |                |
| 24. Januar um 16:15 Uhr in International Stadium (Kairo) | | |                |
| Ergebnis: 1:2 (1:1)                                      | | |                |
| Zuschauer: 42.000                                        | | |                |
| Schiedsrichter: Shamsul Maidin (Singapur)                | | |                |

## Ägypten – Marokko 0:0
| Ägypten                                                  | Ägypten | Marokko | Marokko |
| -------------------------------------------------------- | --- | --- | ------- |
| Ägypten                                                  | \| 2. Spieltag \| \| 24. Januar um 19:00 Uhr in International Stadium (Kairo) \| \| Ergebnis: 0:0 \| \| Zuschauer: 47.000 \| \| Schiedsrichter: Coffi Codjia (Benin) \|                                                                                | \| 2. Spieltag \| \| 24. Januar um 19:00 Uhr in International Stadium (Kairo) \| \| Ergebnis: 0:0 \| \| Zuschauer: 47.000 \| \| Schiedsrichter: Coffi Codjia (Benin) \| | Marokko |
| Ägypten                                                  | Esam El-Hadary – Mohamed Abdelwahab, Abdel El-Saqua, Wael Gomaa, Ibrahim Said – Ahmed Hassan (66. Mohamed Abo Treka), Ahmed Fathy (50. Hassan Mostafa), Mohamed Shawky, Mohamed Barakat – Mido (79. Emad Moteab), Amr Zaki Cheftrainer: Hassan Shehata | Tarek Jarmouni – Talal El Karkouri, Noureddine Naybet, Amin Erbati, Hoalid Regragui (76. Youssef Chippo) – Badr El Kaddouri, Mohamed El Yaagoubi, Houssine Kharja, Youssef Safri – Marouane Chamakh (84. Hicham Aboucherouane), Youssef Hadji (71. Ali Boussaboun) Cheftrainer: Mohamed Fakher | Marokko |
| Ägypten                                                  | Amr Zaki (53.) | Mohamed Madihi (62.), Ali Boussaboun (89.) | Marokko |
| 2. Spieltag                                              | | |         |
| 24. Januar um 19:00 Uhr in International Stadium (Kairo) | | |         |
| Ergebnis: 0:0                                            | | |         |
| Zuschauer: 47.000                                        | | |         |
| Schiedsrichter: Coffi Codjia (Benin)                     | | |         |

## Ägypten – Elfenbeinküste 3:1 (1:1)
| Ägypten                                                  | Ägypten | Elfenbeinküste | Elfenbeinküste |
| -------------------------------------------------------- | --- | --- | -------------- |
| Ägypten                                                  | \| 3. Spieltag \| \| 28. Januar um 18:00 Uhr in International Stadium (Kairo) \| \| Ergebnis: 0:0 \| \| Zuschauer: 74.000 \| \| Schiedsrichter: Eddy Maillet (Seychellen) \|                                                                                    | \| 3. Spieltag \| \| 28. Januar um 18:00 Uhr in International Stadium (Kairo) \| \| Ergebnis: 0:0 \| \| Zuschauer: 74.000 \| \| Schiedsrichter: Eddy Maillet (Seychellen) \|                                                                      | Elfenbeinküste |
| Ägypten                                                  | Essam El-Hadary – Mohamed Abdelwahab (63. Tarek El-Sayed), Wael Gomaa, Abdel El-Saqua, Ibrahim Said – Mohamed Barakat, Ahmed Hassan, Mohamed Abo Treka (76. Hassan Mostafa), Mohamed Shawky – Mido (23. Hossam Hassan), Emad Moteab Cheftrainer: Hassan Shehata | Jean-Jacques Tizié (59. Boubacar Barry) – Cyril Domoraud, Blaise Kouassi, Guy Demel (67. Bakari Koné), Emmanuel Eboué – Siaka Tiéné, Yaya Touré (85. Kanga Akalé), Emerse Faé, Romaric – Bonaventure Kalou, Arouna Koné Cheftrainer: Henri Michel | Elfenbeinküste |
| Ägypten                                                  | 1:0 Emad Moteab (8.) 2:1 Mohamed Abo Treka (61.) 3:1 Emad Moteab (69.) | 1:1 Arouna Koné (43.) | Elfenbeinküste |
| Ägypten                                                  | Mohamed Shawky (34.), Ahmed Hassan (41.), Mohamed Abo Treka (62.) | Emmanuel Eboué (45.) | Elfenbeinküste |
| 3. Spieltag                                              | | |                |
| 28. Januar um 18:00 Uhr in International Stadium (Kairo) | | |                |
| Ergebnis: 0:0                                            | | |                |
| Zuschauer: 74.000                                        | | |                |
| Schiedsrichter: Eddy Maillet (Seychellen)                | | |                |

## Libyen – Marokko 0:0
| Libyen                                              | Libyen | Marokko | Marokko |
| --------------------------------------------------- | --- | --- | ------- |
| Libyen                                              | \| 3. Spieltag \| \| 28. Januar um 18:00 Uhr in Military Stadium (Kairo) \| \| Ergebnis: 0:0 \| \| Zuschauer: 5.000 \| \| Schiedsrichter: Mourad Daami (Tunesien) \|                                              | \| 3. Spieltag \| \| 28. Januar um 18:00 Uhr in Military Stadium (Kairo) \| \| Ergebnis: 0:0 \| \| Zuschauer: 5.000 \| \| Schiedsrichter: Mourad Daami (Tunesien) \| | Marokko |
| Libyen                                              | Luis de Agustini – Walid Ali Osman, Naji Shushan, Omar Daoud, Osama Al Hamady – Tariq at-Ta'ib, Nader Abdussalam Al Tarhouni, Marei Ramly – Abdesalam Kames, Ahmed Saad, Nader Kara Cheftrainer: Ilija Lončarević | Tarek Jarmouni – Hoalid Regragui, Talal El Karkouri, Noureddine Naybet, Badr El Kaddouri – Youssef Safri (86. Amin Erbati), Mohamed El Yaagoubi (71. Mohamed Madihi), Houssine Kharja – Marouane Chamakh, Hicham Aboucherouane (58. Ali Boussaboun), Youssef Hadji Cheftrainer: Mohamed Fakher | Marokko |
| Libyen                                              | Naji Shushan (77.), Nader Abdussalam Al Tarhouni (81.) | Ali Boussaboun (79.) | Marokko |
| 3. Spieltag                                         | | |         |
| 28. Januar um 18:00 Uhr in Military Stadium (Kairo) | | |         |
| Ergebnis: 0:0                                       | | |         |
| Zuschauer: 5.000                                    | | |         |
| Schiedsrichter: Mourad Daami (Tunesien)             | | |         |